# Église Notre-Dame de Pont-de-Veyle
L'église Notre-Dame est une église située en France dans la commune de Pont-de-Veyle, dans le département de l'Ain en région Auvergne-Rhône-Alpes.
Elle fait l’objet d'une inscription au titre des monuments historiques depuis le 9 avril 2008.

## Description

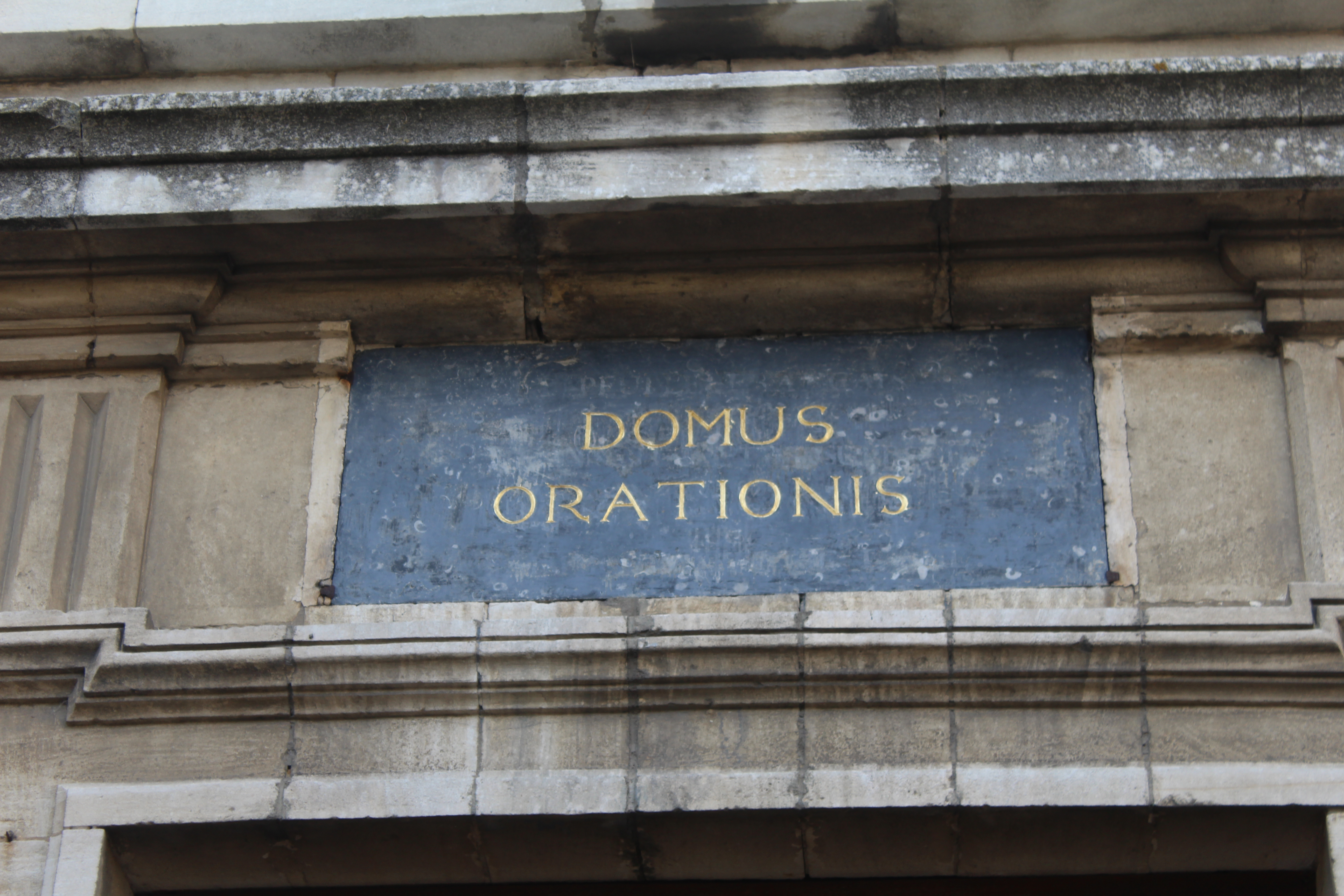
Inscription à l'entrée.

L'église est située dans le département français de l'Ain, sur la commune de Pont-de-Veyle. Construite de 1747 à 1752 dans le style classique ou "jésuite", l'église s'inspire de Sainte-Marie de Romet et présente une façade à deux étages qui se termine par un fronton triangulaire. Elle remplace l'édifice précédent jugé trop petit.
L'inscription latine Domus orationis signifiant maison de prières gravée en lettres d’or est inscrite au-dessus de la porte d’entrée. Le cœur semi-circulaire est encadré de deux chapelles où se trouvent des peintures et des statues. Dans la chapelle sud, une pierre tombale porte les inscriptions latines qu'on traduit par À Dieu très bon et très grand, Antoine François de Borssat, conseiller au parlement de Dombes, connu pour sa charité et son courage, ravi aux siens par une mort très dure, a été déposé sous cette pierre le 17 novembre 1768. Qu’il repose en paix.
Le maître-autel et la chaire qui se tient dans la nef sont constitués de marbre polychrome et proviendraient de l’abbaye d’Ainay.

## Historique

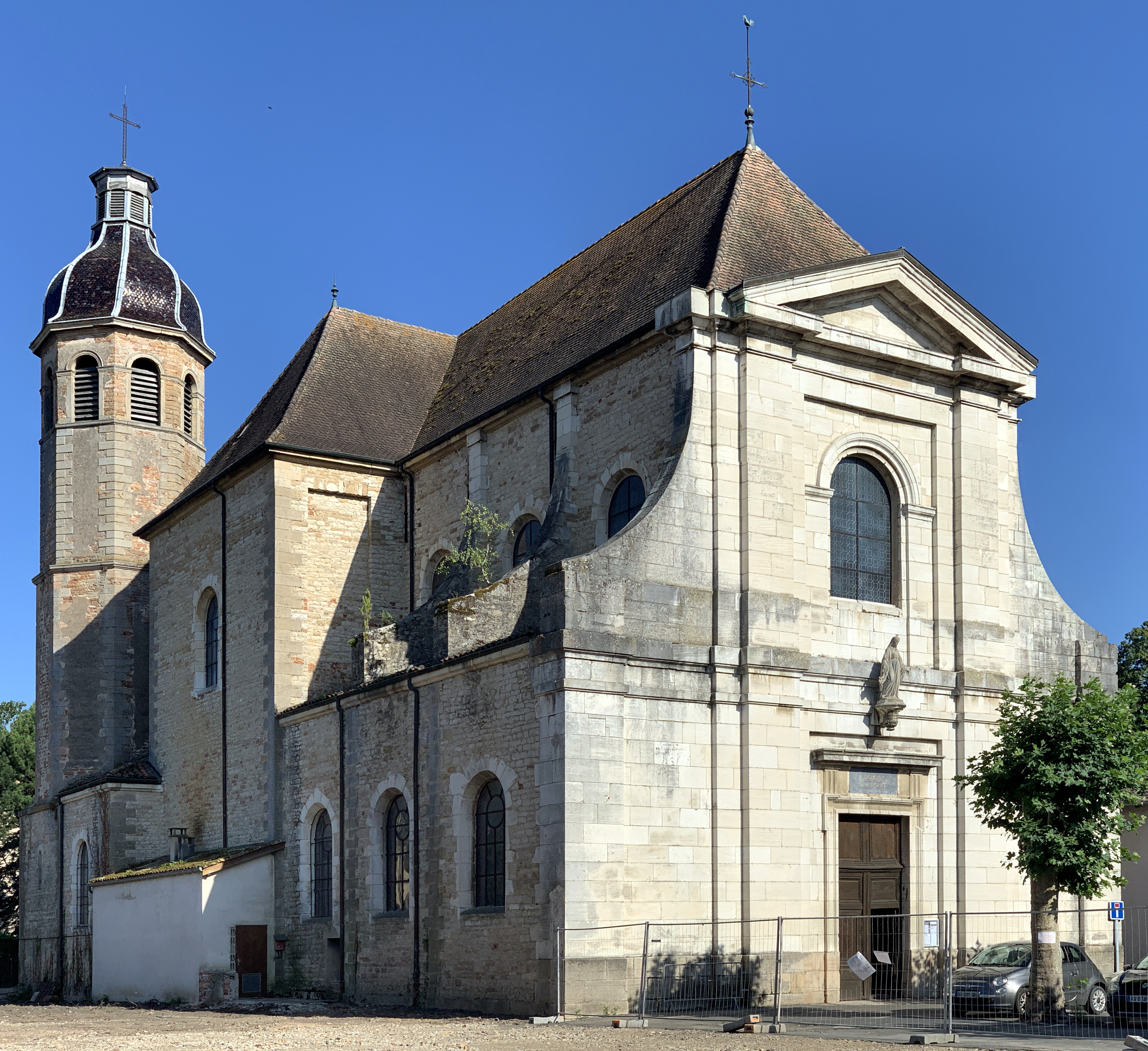
Façade nord.

Au XIIe siècle, l’abbaye d’Ainay possédait dans la ville un prieuré dont la chapelle dédiée à Notre-Dame. Elle fut toutefois démolie en 1369 afin de faire place aux fossés de la ville et est transférée dans l’enceinte fortifiée. En 1683, l’édifice est rectangulaire et précédée d’une galonnière.
Devenant trop petite pour accueillir l'ensemble de la population, l'église fut agrandie. L'architecte, le sieur Verne, se chargea du devis et Caristia de Montluel, l’entrepreneur du chantier, dépense 50 000 livres. Or, au début des travaux, il fut décidé de reconstruire en totalité l'édifice. Les travaux furent alors confiés à Caristia et se déroulèrent entre le 1er janvier 1747 et le 31 décembre 1752.
En 2008, l'édifice est inscrit au titre des monuments historiques.